# われらの時代
『われらの時代』（われらのじだい）は大江健三郎の長編小説である。1959年（昭和34年）7月、中央公論社より書き下ろしで刊行され、同年には映画化もされた。その後、中公文庫、新潮文庫より文庫化された。

## 概要
『芽むしり仔撃ち』にみられるように瑞々しい文体で、牧歌的な少年の世界を描いてきた大江が、虚無的な若者とグロテスクな性を描き始めたキャリア上の転換作であるが、大江自身の言「この小説は村八分のふしだら娘のように、ほとんどあらゆる批評家から嫌悪されていた」の通り、批評家からは厳しい批判を受けた。

## あらすじ
仏文科の学生である南靖男は、外国人相手の中年の娼婦の頼子と同棲して、不毛な性交を繰り返している。その生活に倦怠して虚無的な考えに取り憑かれている靖男にとって唯一希望と思われるのは、日仏の相互関係をテーマとした懸賞論文に当選してフランスに三年間留学する機会が与えられることであった。
南靖男の弟の滋は、ジャズトリオ《不幸な若者たち（アンラッキー・ヤングメン）》でピアノを弾いている。虚無的で無軌道な彼らは、刹那の興奮をもとめて、天皇の車の手前で手榴弾を爆発させる事件をおこして日本中を震撼させることを思いつく。いざとなると怖気付いて計画を実行できなかった彼らは、その後ある経緯から手榴弾を使って度胸試しをする。それによりメンバー二人は死に、警察から逃亡する過程で滋も死ぬ。
懸賞論文が当選して靖男にフランス行きの機会が与えられる。靖男は頼子から妊娠を告げられてフランス行きを引き止められるが、頼子との爛れた生活にうんざりしている靖男はそれを受け入れず二人の関係は終わる。靖男は大学の友人で左翼活動家の八木沢を介してアルジェリアの民族戦線のアラブ人と知り合って彼に共鳴している。靖男は彼との連帯の意志をフランス大使館員に示し、結局はフランス留学の機会を失う。
靖男は八木沢から左翼活動へ参加することを提案されるが、靖男はその活動にたいして熱情を持つことはできず参加しない。八木沢とも疎遠になる。唯一の希望の渡仏をふいにしたうえに同棲相手、弟、友人を失った靖男の頭に、残った唯一の主体的行動として自殺をする考えがよぎるが勇気をふるいおこせず実行には移せない。「遍在する自殺の機会に見張られながらおれたちは生きてゆくのだ、これがおれたちの時代だ」

## 映画
映画版は1959年（昭和34年）11月25日に公開された。

### スタッフ
- 企画：高木雅行
- 原作：大江健三郎
- 脚色：白坂依志夫
- 監督：蔵原惟繕
- 撮影：山崎善弘
- 音楽：佐藤勝
- 美術：松山崇
- 照明：森年男
- 録音：福島信雅
- 編集：鈴木晄

### 出演者
- 小泉静夫
- 長門裕之
- 山本勝
- 小高雄二
- 吉行和子
- 渡辺美佐子
- 金子信雄
- ササン・ジャバ
- 神山繁
- 弘村良子
- ポール・ラッファロ
- ウィリアム・Ｓ・バッソン
- 木浦佑三
- 山中大成
- 伊藤寿章
- 松下達夫
- 水野義明
- 梅野泰靖
- Ｔ・Ｐ・ブスキー
- 小笠原良智
- 新井麗子
- 杉幸彦

（出典：）